# Foser
Foser (latin: Fosi) var en mindre västgermansk folkstam vid Allers källområde som omnämns av Tacitus. De anges där vara ett grannfolk till Cheruskerna, och förmodligen underlydande dessa.
De nämns inte vidare i historien, utan assimilerades förmodligen i någon större folkstam.